# Rodney P. Rempt

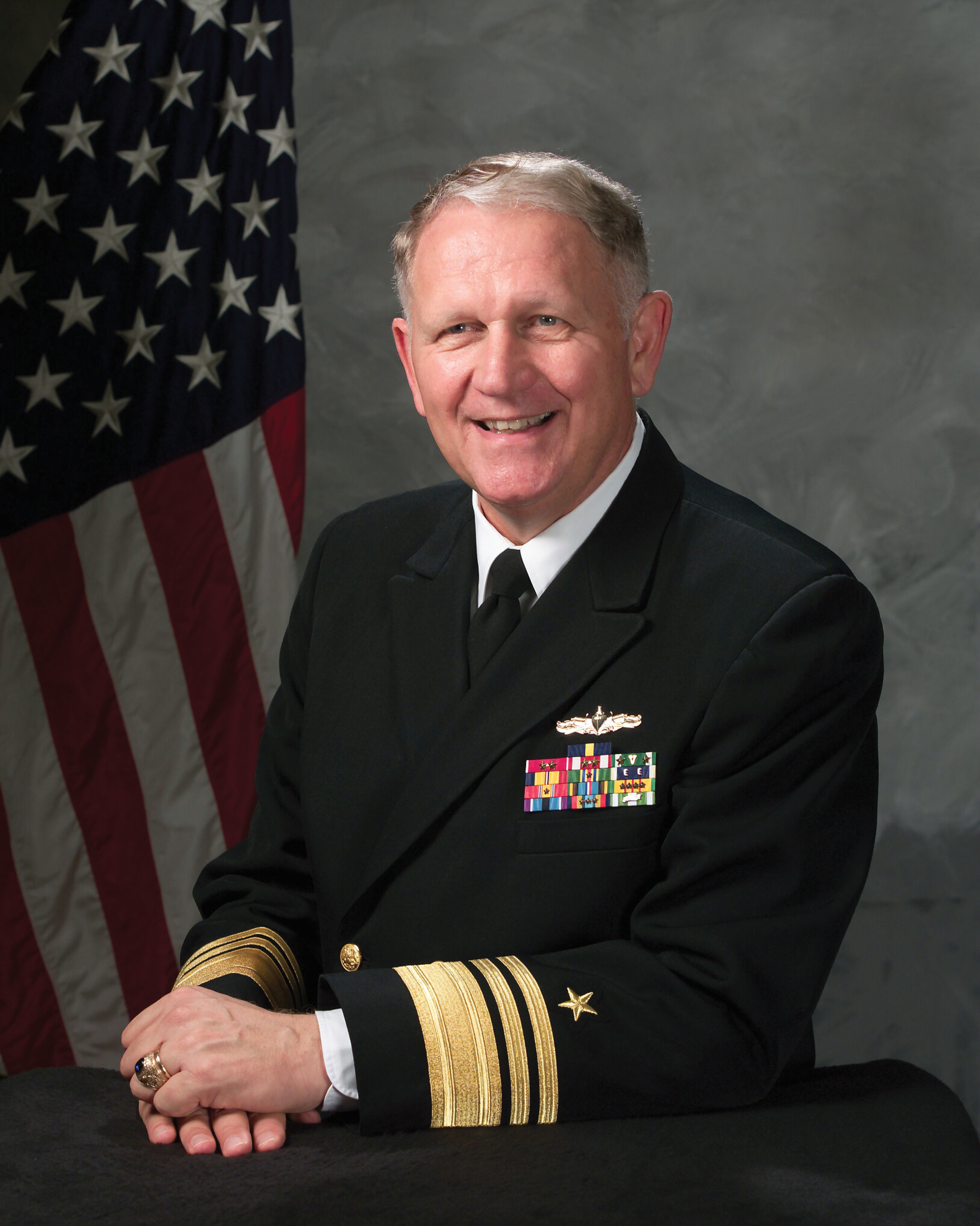
Rodney P. Rempt

Rodney Paul Rempt (* 13. Juni 1945 in Hollywood, Los Angeles, Kalifornien) ist ein pensionierter Vizeadmiral der United States Navy. Er war unter anderem Leiter (Superintendent) der United States Naval Academy (USNA).

## Leben
Rodney P. Rempt besuchte die öffentlichen Schulen seiner Heimat. Im Jahr 1966 absolvierte er die United States Naval Academy in Annapolis in Maryland. In der amerikanischen Kriegsmarine durchlief er anschließend alle Offiziersränge bis zum Vizeadmiral.
Im Lauf seiner militärischen Karriere absolvierte er verschiedene Kurse und Schulungen. Dazu gehörten unter anderem der Destroyer Department Head Course und das Naval War College, beide in Newport in Rhode Island sowie die Stanford University.
In seinen frühen Jahren als Offizier der Marine war er auf verschiedenen Kriegsschiffen stationiert. Dabei war er auch im Vietnamkrieg eingesetzt. Zwischenzeitlich nahm er auch Aufgaben als Stabsoffizier an Land wahr. Das erste von ihm kommandierte Schiff war das Kanonenboot USS Antelope (PG-86), das damals im Mittelmeer operierte und in Neapel stationiert war. Im Jahr 1973 nahm er mit seinem Schiff an einigen NATO-Manövern teil. Ab 1975 bekleidete er einige Aufgaben als Stabsoffizier bei verschiedenen Marinehauptquartieren in Washington, D.C.
Zwischen Juni 1978 und März 1980 war Rodney Rempt Erster Offizier auf dem Zerstörer USS Dahlgren. Danach gehörte er dem Stab des Chief of Naval Operations (CNO) an. Im weiteren Verlauf kommandierte er den Zerstörer USS Callaghan (DDG-994) und den Lenkwaffenkreuzer USS Bunker Hill, der in Yokosuka in Japan stationiert war. Gleichzeitig war er für 18 Monate Kommandeur des Luftabwehrkommandos (Anti-Air Warfare) der ebenfalls in Yokosuka ansässigen 7. Flotte. In den 1990er Jahren war er hauptsächlich mit Aufgaben als Stabsoffizier in verschiedenen Marinehauptquartieren beschäftigt. Dazu gehörte auch wieder der Stab des CNOs.
Seit 1998 gehörte Rempt dem Stab des Marineministeriums an. Im August 2001 erhielt er die Leitung des Naval War Colleges. Dieses Amt bekleidete er bis zum Jahr 2003. Am 1. August 2003 übernahm er als Nachfolger von Charles W. Moore Jr. als Superintendent die Leitung der Marineakademie in Annapolis. Dieses Amt bekleidete er bis zum 8. Juni 2007, als Jeffrey Fowler seine Nachfolge antrat. Er schied aus dem aktiven Militärdienst aus und wurde bei privaten Unternehmen tätig.

## Orden und Auszeichnungen
Rodney Rempt erhielt im Lauf seiner militärischen Laufbahn unter anderem folgende Auszeichnungen:
- Navy Distinguished Service Medal
- Navy & Marine Corps Commendation Medal
- Legion of Merit
- Meritorious Service Medal